# كيلة سيبان
كيلة سيبان هي قرية في مقاطعة بيرانشهر، إيران. يقدر عدد سكانها بـ 330 نسمة بحسب إحصاء 2016.